# 永琪
愛新覚羅 永琪（あいしんかくら えいき、乾隆6年2月7日（1741年3月23日） - 乾隆31年3月8日（1766年4月16日））は、清の乾隆帝の第五皇子。母は愉貴妃珂里葉特（ケリエテ）氏。

## 生涯
永琪は乾隆6年2月7日（1741年3月23日）に乾隆帝の第五皇子として生まれた。生母は愉妃であった。永琪は幼い頃から勤勉な勉強家で、皇子たちの中では一番頻繁に自習室に通い、毎日熱心に授業を受けていた。永琪は満州語、モンゴル語、中国語に堪能であっただけでなく、天文学、地理、暦にも精通していた。
乾隆22年10月21日、成婚した。
乾隆28年（1764年）5月5日、円明園九洲清宴殿が出火した際、永琪は乾隆帝を背負って避難した。乾隆帝は喜び、永琪が病気になったとき、彼を栄親王に封した。ただ、永琪の健康状態は芳しくなかったようで、乾隆31年3月8日（1766年4月16日）、骨結核により25歳の若さで逝去し、異母兄循郡王永璋と同じ墓に埋葬された
諡号は父乾隆帝と同じ「純」で、生母が身分のあまり高くない側室であったのにもかかわらず、事実上の皇太子としての扱いを受けていたことから、乾隆帝は永琪の才能を愛し、いずれ皇位を継がせようとしていたことがうかがえる。

## 家庭

### 妻妾
- 嫡福晋西林覚羅氏 - 総督鄂弼の娘、康熙帝・雍正帝・乾隆帝の三代にわたって仕えた名臣鄂爾泰の孫娘。
- 側福晋索綽羅氏 - 左都御史觀保の娘、乾隆帝の妃嬪瑞貴人の従妹。
- 如格格，某氏
- 使女胡氏

### 子女

#### 男子
- 長子：夭折 - 生母は側福晋索綽羅氏。
- 次子：夭折 - 生母は使女胡氏。
- 三子：夭折 - 生母は側福晋索綽羅氏。
- 四子：夭折 - 生母は側福晋索綽羅氏。
- 五子：多羅栄恪郡王綿億 - 生母は側福晋索綽羅氏。唯一成人した男子で、親王位を継ぐ。
- 六子：夭折 - 生母は嫡福晋西林覚羅氏。

#### 女子
- 長女 - 生母は使女胡氏。モンゴル貴族旺沁巴穆巴爾に嫁ぐ。
- 第二女：夭折 - 生母は使女胡氏。

### 著名な子孫
永琪の子孫もまた彼の才能を受け継ぎ、様々な分野で活躍し続けている。
- 奕絵（中国語版） - 孫(綿億の長男)、詩人、妻は顧太清（中国語版）（納蘭性徳と並ぶ清朝の女流詩人）
- 恒煦（中国語版） - 六世孫(奕絵（中国語版）の玄孫)、鎮国公として溥儀に仕え、後に契丹語・女真語・満洲語学者として中華人民共和国における満洲族の復権に尽力した。
- 金啓孮（中国語版） - 七世孫(恒煦（中国語版）の子)、女真学・満洲学・モンゴル学の専門家。
- 愛新覚羅烏拉熙春 - 八世孫(金啓孮（中国語版）の次女)。契丹語、女真語、満洲語の研究者。日本名は吉本 智慧子（よしもと ちえこ）。

## 登場作品
- 還珠姫 〜プリンセスのつくりかた〜（1998年、中国、演：蘇有朋）
- 如懿伝 〜紫禁城に散る宿命の王妃〜（2017年、中国、演：チュー・チューシアオ）
- 瓔珞〜紫禁城に燃ゆる逆襲の王妃〜（2018年、中国、演：陳宥維（中国語版）（幼年：王羿鶤、少年：王霖）/ 声 - 張方正（幼年：詹健児） ）